# Tanytarsus smolandicus
Tanytarsus smolandicus är en tvåvingeart som beskrevs av Lars Zakarias Brundin 1947. Tanytarsus smolandicus ingår i släktet Tanytarsus och familjen fjädermyggor. Arten är reproducerande i Sverige. Inga underarter finns listade i Catalogue of Life.